# 音河水库
音河水库，位于中华人民共和国黑龙江省甘南县县城西北4千米，是嫩江支流音河中游的一座大型水库，1958年开始动工，1963年投入使用，1988年全部工程竣工。水库校核水位208.1米，相应库容2.56亿立方米，正常蓄水位205.1米，兴利库容1.61亿立方米。水库主坝为黏壤土均质坝，全长1750米，最大坝高20.65米，坝顶高程210.35米，顶宽8米。坝后式发电厂房装有4台250千瓦卧式发电机组，设计年发电量323万千瓦时。音河水库是一座结合防洪、灌溉、养殖、发电和旅游综合利用的大型水库。水库保护了下游5.3万顷耕地和25万人口。水库可提供音河灌区3.2万公顷农田灌溉用水。水库养鱼水面0.23万公顷，每年可提供商品鱼100吨，且为野生纯天然绿色食品。水库工程宏伟壮观，库区动植物资源丰富，属国家AA级景区，是国家水利风景区之一。 